# Џејмс Лаферти
Џејмс Мартин Лаферти (енгл. James Martin Lafferty; Хемет, 25. јул 1985) је амерички глумац, познат по улози Нејтана Скота у тинејџерској серији Три Хил.